# Tân Thịnh, thành phố Yên Bái
Tân Thịnh trước đây là một xã thuộc thành phố Yên Bái cũ, tỉnh Yên Bái cũ, Việt Nam. Từ ngày 1 tháng 7 năm 2025, xã Tân Thịnh được sáp nhập vào phường Văn Phú. 

## Địa lý
Xã Tân Thịnh nằm ở phía đông thành phố Yên Bái, có vị trí địa lý:
- Phía đông giáp huyện Yên Bình
- Phía tây giáp phường Đồng Tâm và phường Yên Ninh
- Phía nam giáp xã Văn Phú
- Phía bắc giáp huyện Yên Bình và phường Yên Thịnh.

Xã Tân Thịnh có diện tích 11,21 km², dân số năm 2019 là 3.466 người, mật độ dân số đạt 309 người/km².

## Lịch sử
Trước đây, Tân Thịnh là một xã thuộc huyện Trấn Yên.
Ngày 16 tháng 1 năm 1979, Hội đồng Chính phủ ban hành Quyết định số 15-CP về việc phân vạch địa giới hành chính của một số xã thuộc tỉnh Hoàng Liên Sơn. Theo đó, sáp nhập xã Tân Thịnh của huyện Trấn Yên vào thị xã Yên Bái quản lý.
Ngày 11 tháng 1 năm 2002, Thủ tướng Chính phủ ra Nghị định số 05/2002/NĐ-CP về việc thành lập thành phố Yên Bái thuộc tỉnh Yên Bái. Xã Tân Thịnh trực thuộc thành phố Yên Bái.
Ngày 16 tháng 6 năm 2025, Ủy ban Thường vụ Quốc hội ban hành Nghị quyết số 1673/NQ-UBTVQH15 về việc sắp xếp các đơn vị hành chính cấp xã của tỉnh Lào Cai năm 2025. Theo đó, sắp xếp toàn bộ diện tích tự nhiên, quy mô dân số của phường Yên Thịnh và các xã Tân Thịnh (thành phố Yên Bái), Văn Phú, Phú Thịnh thành phường mới có tên gọi là phường Văn Phú.